# マーサ・チェイス

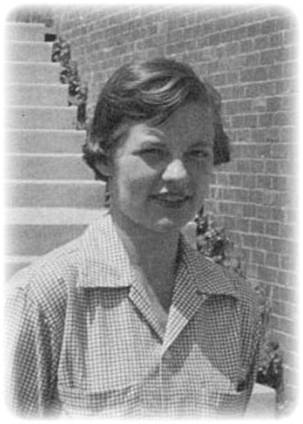
マーサ・チェイス（1953年）

マーサ・カウルズ・チェイス（Martha Cowles Chase、1927年11月30日 - 2003年8月8日）は、アメリカ合衆国オハイオ州のクリーブランドハイツ出身の遺伝学者である。
父サミュエル・チェイスはケース・ウェスタン・リザーブ大学医学部の教授で、ルースという名の妹がいた。1950年にウースター大学より学士号を取得し、1952年にコールド・スプリング・ハーバー研究所で助手として働いていたチェイスはT2ファージと大腸菌を用いてウイルスが複製するためにはDNAのみが必要であることをカーネギー研究所の遺伝学者アルフレッド・ハーシーと共に証明した（ハーシーとチェイスの実験）。
1953年、テネシー州のオークリッジ国立研究所に職を得る。その後、ロチェスター大学でも奉職した。1950年代の間、チェイスはコールド・スプリング・ハーバー研究所のファージ・グループに属する生物学者による学会に度々出席した。
1959年に南カリフォルニア大学大学院入学。科学者リチャード・エプスタインと結婚し、マーサ・C・エプスタインと改名したが、1年と経たないうちに離婚した。1964年、南カリフォルニア大学より博士号を取得し、その後も同大学で研究を続けたが、私生活と研究生活の苦労から過度の飲酒と喫煙をするようになり、健康を害した。1960年代後半に病気と研究職から解雇されたことを理由にクリーブランドハイツの実家に戻った。
亡くなるまでの数十年間認知症を患い、作動記憶の喪失に苦しんだ。2003年、オハイオ州のロレインにて肺炎で死去した。